# Байер, Фридерика
Фри́дерика Ба́йер (венг. Bayer Friderika; род. 4 октября 1971, Будапешт) — венгерская певица.
В 1994 году выиграла Фестиваль лёгкой музыки, организованный Венгерским Телевидением с песней Kinek mondjam el vétkeimet? («Кому рассказать о грехах моих?»). Затем на конкурсе Евровидение, состоявшемся в Дублине, завоевала с этой песней четвёртое место, наивысшее для исполнителей из Венгерии. 30 апреля 1994 года появилась первая запись песни на CD и кассете. Этот альбом менее, чем через два месяца стал «золотым».
За успех, достигнутый на Евровидении, Венгерское Радио присвоило ей приз ЕМЕРТОН. Также, как лучшая певица года, она получила приз «Золотой Олень», учреждённый издательством «Аксель Шпрингер». Певицей года её признали и читатели журнала «Ифьюшаги Магазин».
25 января 1995 года она вторично получила приз ЕМЕРТОН как новичок года. В такой же номинации ей был вручён приз «Золотой Жираф», учреждённый обществом МАХАС.
На 32-м Сопотском Фестивале в Польше в августе 1995 года она занимает второе место, а на заключительном концерте выступила совместно с Анни Леннокс и Чаком Берри.
C 1996 года она, вместе с мужем, регулярно посещают богослужения Церкви веры. В 1998 году композиция с третьего альбома певицы Feltárcsáztad a szívemet («Ты набрал номер моего сердца») стала самой популярной песней на венгерском радио.
С декабря 2001 в еженедельной передаче Vidám Vasárnap («Весёлое Воскресенье») телеканала Мадьяр АТВ она постоянно выступает с музыкальной группой «Церкви Веры».

## Дискография
- Friderika («Фридерика») (1994)
- Friderika II («Фридерика II») (1996)
- Boldog vagyok («Я счастлива») (1998)
- Kincs, ami van («Сокровище, которое есть») (1999)
- Hazatalálsz («Нашел дом свой») (2001)
- Gospel («Госпел») (2003)
- Sáron rózsája («Роза Шарона») (2006)

Детские альбомы:
- Bölcsődalok («Колыбельные песни»)
- Az álmok tengerén (Bölcsődalok 2) («По морю сновидений (Колыбельные песни 2)») (2003)